# Tre dritti a St. Tropez
Tre dritti a St. Tropez (Smic, Smac, Smoc) è un film del 1971 diretto da Claude Lelouch. Il film fu selezionato per la 32ª mostra di Venezia e presentato nell'agosto 1971.

## Trama
In un cantiere navale di La Ciotat, nel Sud della Francia, lavorano tre amici, Charles, Jean e Midou, ribattezzati dagli amici Smic, Smac e Smoc. Molto affiatati, i tre condividono lo stesso alloggio, Smic si occupa delle spese e della contabilità, Smac della cucina, Smoc dei lavori di casa, ma il ménage à trois sta per terminare: Smoc ha deciso di sposarsi con Catherine, una fornaia. Gli altri due, che fanno da testimoni, cercano dei vestiti eleganti e assoldano un suonatore di fisarmonica quasi cieco per festeggiare l'evento con un picnic sull'erba. 
Durante la giornata di festa Smic, il più intraprendente dei tre, nota un'auto di lusso da cui esce una coppia di innamorati che corrono verso il bosco e decide di "prelevare" la vettura per fare un giro. Trascinato a bordo anche il cieco, fanno il pieno di benzina senza pagare e vanno a divertirsi a Saint-Tropez: indossando occhiali scuri e legandosi con una corda, fanno finta di essere mendicanti e, con il vero cieco che suona la fisarmonica, mettono insieme una bella somma di denaro chiedendo qualche spicciolo ai passanti, poi vanno a spenderla in un ristorante di lusso.
Lasciati i due sposini sulla spiaggia, Smic e Smac regalano un'avventura con una prostituta al musicista cieco e si procurano una tastiera elettrica progettando di recarsi a Parigi per incidere dei dischi con la voce di Catherine. Il divertimento però dura poco: i tre vengono sorpresi dalla polizia che li porta in commissariato, dove ognuno spiegherà le sue ragioni e la sua visione della vita.

## Produzione
Il film di Lelouch fu il risultato di una sfida. Pur incassando meno dei precedenti Un uomo, una donna e Vivere per vivere, rientrò ampiamente nelle spese perché fu girato a bassissimo costo in soli undici giorni (tre per i sopralluoghi, otto per le riprese), utilizzando una novità della tecnica: una leggerissima macchina da presa a 16 mm con una alta capacità di risoluzione in modo da poter ingrandire le immagini a 35 mm senza difficoltà e adottando la tecnica del piano sequenza per accorciare i tempi di ripresa e montaggio e quindi per risparmiare pellicola.
Per ottenere un buon risultato, Lelouch aveva però bisogno di attori in grado di reggere scene molto lunghe e di improvvisare. Fece recitare vecchie conoscenze che si accontentarono di un rimborso spese: ad esempio Catherine Allégret, figlia di Simone Signoret, era amica di famiglia, Francis Lai era il fedele compositore delle sue colonne sonore, Pierre Uytterhoeven era il suo dialoghista, molti erano attori non professionisti ma lavoravano come impiegati nella casa di produzione di Lelouch.

## Accoglienza
Uscita nelle sale francesi all'indomani della sua anteprima alla 32ª mostra di Venezia, la pellicola ebbe una ottima accoglienza presso la stampa d'oltralpe: tutti elogiarono l'intraprendenza di Lelouch, il suo talento di cameraman, il suo linguaggio cinematografico e la sua abilità di imprenditore, malgrado il tono da commedia leggera del film.
In Italia, la critica politicamente impegnata aveva invece accolto il film con fischi e pomodori: non si perdonava a Lelouch l'atteggiamento qualunquista, che vedeva il proletario come animale da coccolare e affrontava i problemi economici della classe operaia con la stessa disinvoltura con cui si affrontava una partita di calcio.